# Granges-Aumontzey
Granges-Aumontzey [ɡʁɑ̃ʒ omɔ̃dzɛ]  est, depuis le 1er janvier 2016, une commune nouvelle française située dans les Vosges en région Grand Est. Elle fait partie de la Communauté de communes des Hautes Vosges.

## Géographie

### Localisation
Le 28 septembre 2015, conformément aux délibérations respectives en ce sens des communes de Granges-sur-Vologne et Aumontzey, le préfet des Vosges arrête la fusion de ces deux communes en une nouvelle commune nommée Granges-Aumontzey à partir du 1er janvier 2016, avec institution de deux communes déléguées, reprenant le nom et les limites territoriales des anciennes communes.
Le siège de la nouvelle mairie est basé  1 rue de Lattre-de-Tassigny, à Granges-Aumontzey.
La mairie Annexe d’Aumontzey est au 10, rue du 8 mai.

### Géologie et relief
C'est une des 201 communes réparties sur quatre départements : les Vosges, le Haut-Rhin, le Territoire de Belfort et la Haute-Saône du parc naturel régional des Ballons des Vosges.
Sur l'ancienne commune de Granges-sur-Vologne, la forêt communale couvre 402 hectares, la forêt privée 700 et la forêt domaniale 50.
Un plan de paysage intercommunal (validé en 2009) a été initié et mis en œuvre sur l’ancien périmètre de la Communauté de communes de la Vallée de la Vologne. Trois communes ne sont actuellement pas couvertes par un plan de paysage : Jussarupt, Aumontzey et Herpelmont. Elles peuvent toutefois être intégrées à cette entité paysagère. Les forêts communales de la commune de Aumontzey recouvrent 130,07 hectares.
La commune d'Aumontzey s'était opposée à l'installation d'éoliennes sur ses sommets.

### Sismicité
L'ensemble des territoires de la commune nouvelles sont situés en zone de sismicité modérée.

### Hydrographie et les eaux souterraines
Hydrogéologie et climatologie : Système d’information pour la gestion des eaux souterraines du bassin Rhin-Meuse :
Territoire communal : Occupation du sol (Corinne Land Cover); Cours d'eau (BD Carthage),
Géologie : Carte géologique; Coupes géologiques et techniques,
 Hydrogéologie : Masses d'eau souterraine; BD Lisa; Cartes piézométriques.
La commune est située dans le bassin versant du Rhin au sein du bassin Rhin-Meuse. Elle est drainée par la Vologne, le ruisseau du Haut-Rein, le ruisseau la Corbeline, le ruisseau du Chaufour et le ruisseau du Perthuis,.
La Vologne prend sa source à plus de 1 240 mètres d'altitude, sur le domaine du jardin d'altitude du Haut-Chitelet, entre le Hohneck et le col de la Schlucht, et se jette dans la Moselle à Jarménil, à 358 m d'altitude.

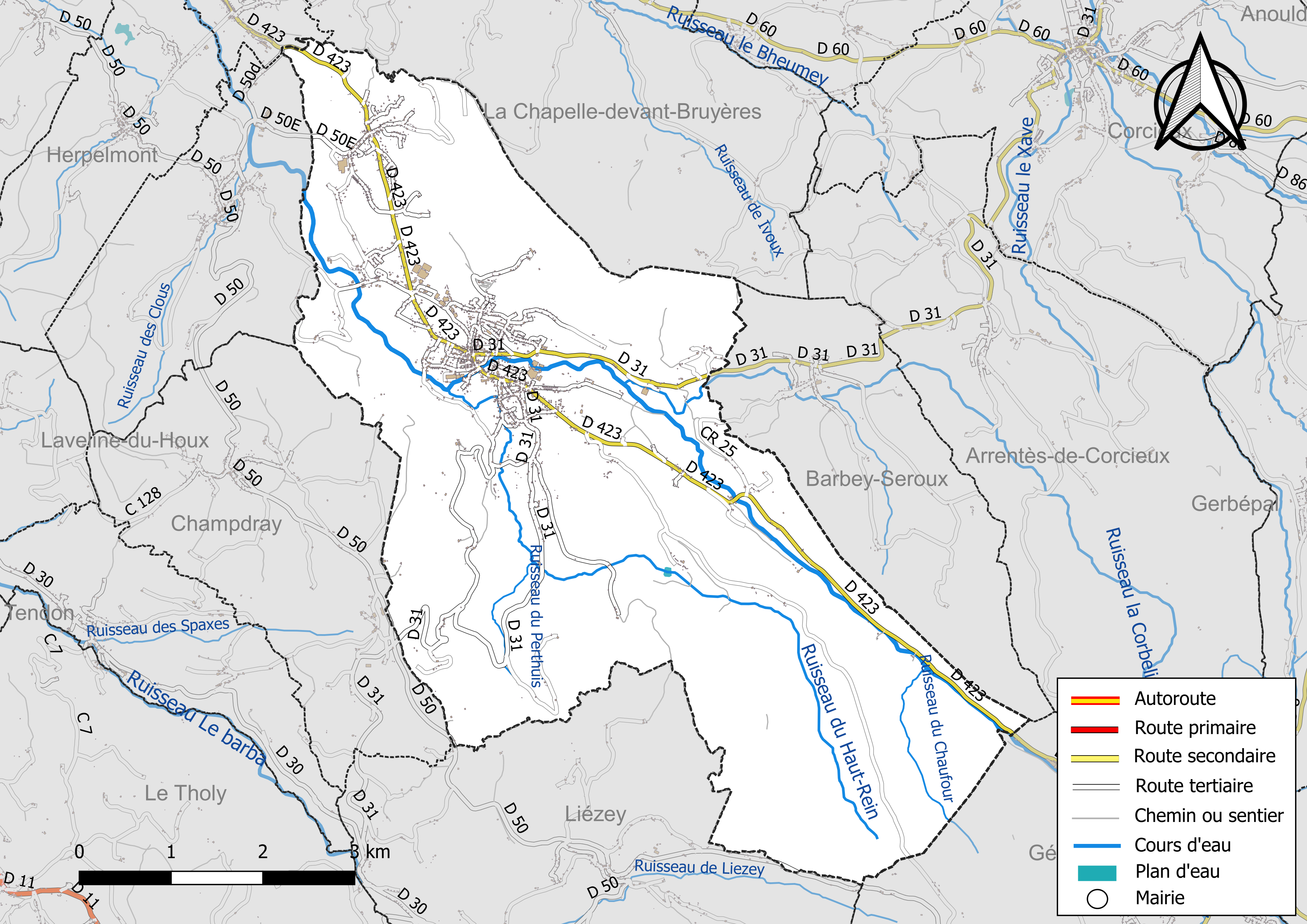
Réseaux hydrographique et routier de Granges-Aumontzey.

La qualité des eaux de baignade et des cours d’eau peut être consultée sur un site dédié géré par les agences de l’eau et l’Agence française pour la biodiversité.

### Climat
Pour des articles plus généraux, voir Climat du Grand Est et Climat des Vosges.
En 2010, le climat de la commune est de type climat de montagne, selon une étude du Centre national de la recherche scientifique s'appuyant sur une série de données couvrant la période 1971-2000. En 2020, Météo-France publie une typologie des climats de la France métropolitaine dans laquelle la commune est exposée à un climat semi-continental et est dans la région climatique  Vosges, caractérisée par une pluviométrie très élevée (1 500 à 2 000 mm/an) en toutes saisons et un hiver rude (moins de 1 °C).
Pour la période 1971-2000, la température annuelle moyenne est de 8,7 °C, avec une amplitude thermique annuelle de 16,4 °C. Le cumul annuel moyen de précipitations est de 1 494 mm, avec 13,7 jours de précipitations en janvier et 10,9 jours en juillet. Pour la période 1991-2020, la température moyenne annuelle observée sur la station météorologique de Météo-France la plus proche, « Gérardmer », sur la commune de Gérardmer à 11 km à vol d'oiseau, est de 9,1 °C et le cumul annuel moyen de précipitations est de 1 797,3 mm. 
La température maximale relevée sur cette station est de 37 °C, atteinte le 7 août 2015 ; la température minimale est de −20,5 °C, atteinte le 20 décembre 2009,,.
Les paramètres climatiques de la commune ont été estimés pour le milieu du siècle (2041-2070) selon différents scénarios d'émission de gaz à effet de serre à partir des nouvelles projections climatiques de référence DRIAS-2020. Ils sont consultables sur un site dédié publié par Météo-France en novembre 2022.

### Voies de communications et transports

#### Voies routières
Commune située sur la route départementale D 423 entre Gérardmer et Bruyères.

#### Transports en commun
La commune est desservie par le réseau départemental de bus Livo.

##### Lignes SNCF
- Gare de Remiremont.

##### Transports aériens
Les aéroports les plus proches sont :
- Aéroport de Colmar - Houssen.
- Aéroport international de Bâle-Mulhouse-Fribourg.

## Toponymie
Granges est attesté sous les formes Grainges (1286) ; Grainge (XIVe siècle) ; Grenges (XIVe siècle) ; Grange (1580) ; Granges (1594) ; La mairie de Grange et Seroulx (1628) ; Greinges (XVIIe siècle) ; Granges-sur-Vologne.
Aumontzey est attesté sous les formes Amonzei (1393) ; Amonzey (1594) ; Amonzey ou Aumonzey (1711) ; Autmontzey (1751) ; Amouzey (1768).

## Histoire
Granges-Aumontzey est issue du regroupement des deux communes de Granges-sur-Vologne et d'Aumontzey membres du canton de Gérardmer.
Cette fusion officialise administrativement les liens qui unissaient historiquement les deux communes depuis le XIXe siècle et l’essor de l’industrie textile sur les rives de la Vologne.

## Politique et administration

### Liste des maires
| Période        | Période     | Identité        | Étiquette | Qualité |
| -------------- | ----------- | --------------- | --------- | --- |
| 4 janvier 2016 | 23 mai 2020 | Guy Martinache  | DVD       | Infirmier libéral Conseiller départemental du canton de Gérardmer (2015 → 2016) Maire de Granges-sur-Vologne (1989 → 2008 puis 2014 → 2015) |
| 23 mai 2020    | En cours    | Frédéric Thomas | SE        | Fonctionnaire territorial à la Région Grand-Est. Vice-président de la Communauté de communes Gérardmer Hautes Vosges chargé des finances    |

| Période      | Période  | Identité            | Étiquette | Qualité                                                  |
| ------------ | -------- | ------------------- | --------- | -------------------------------------------------------- |
| janvier 2016 | En cours | Philippe Petitgenet | SE        | Chef de service retraité Maire d'Aumontzey (2014 → 2015) |

### Jumelages
Granges-sur-Vologne était jumelée avec :
- Ertingen (Allemagne) depuis 1990.

### Budget et fiscalité 2022

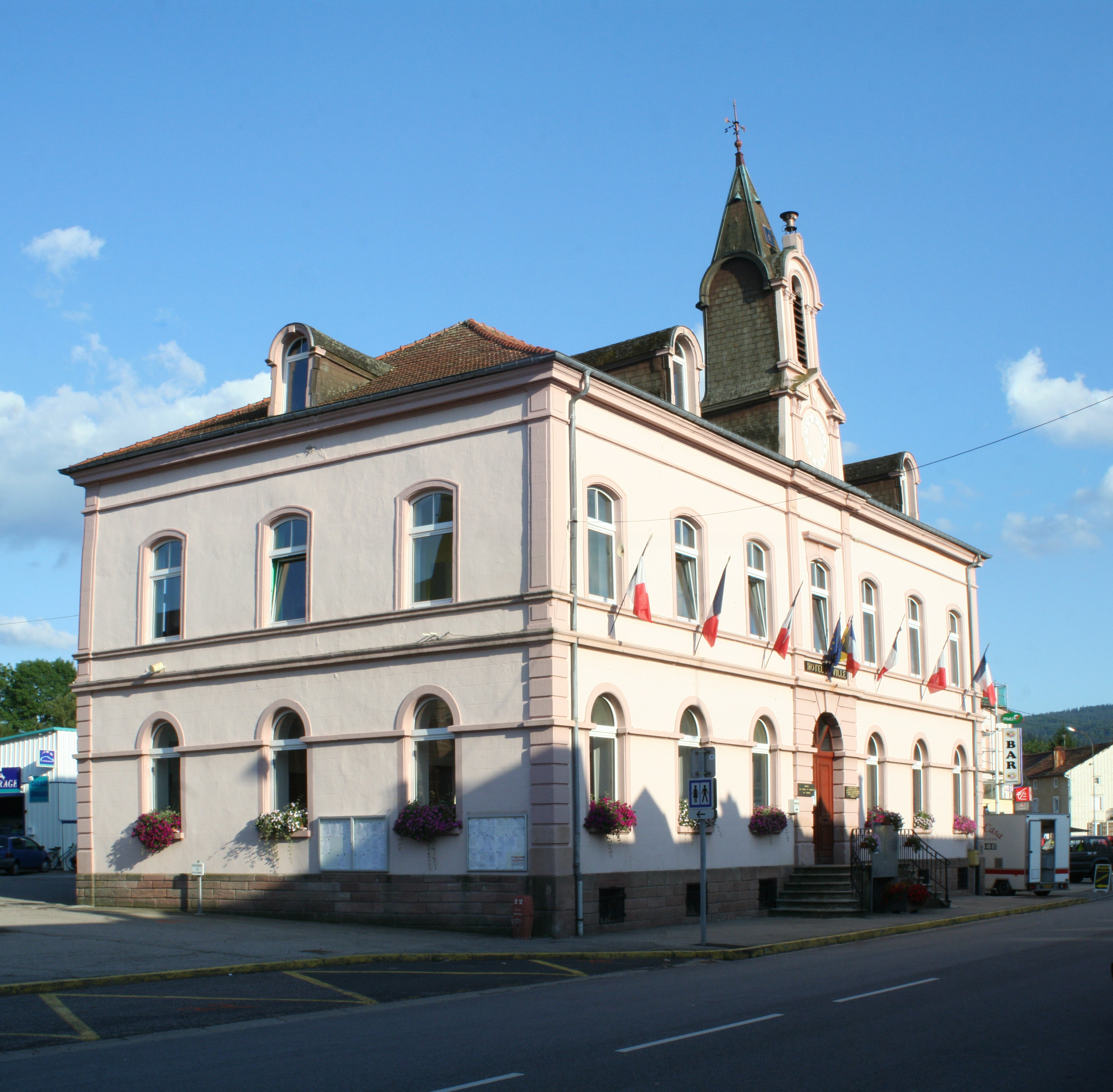
Mairie de Granges-sur-Vologne.
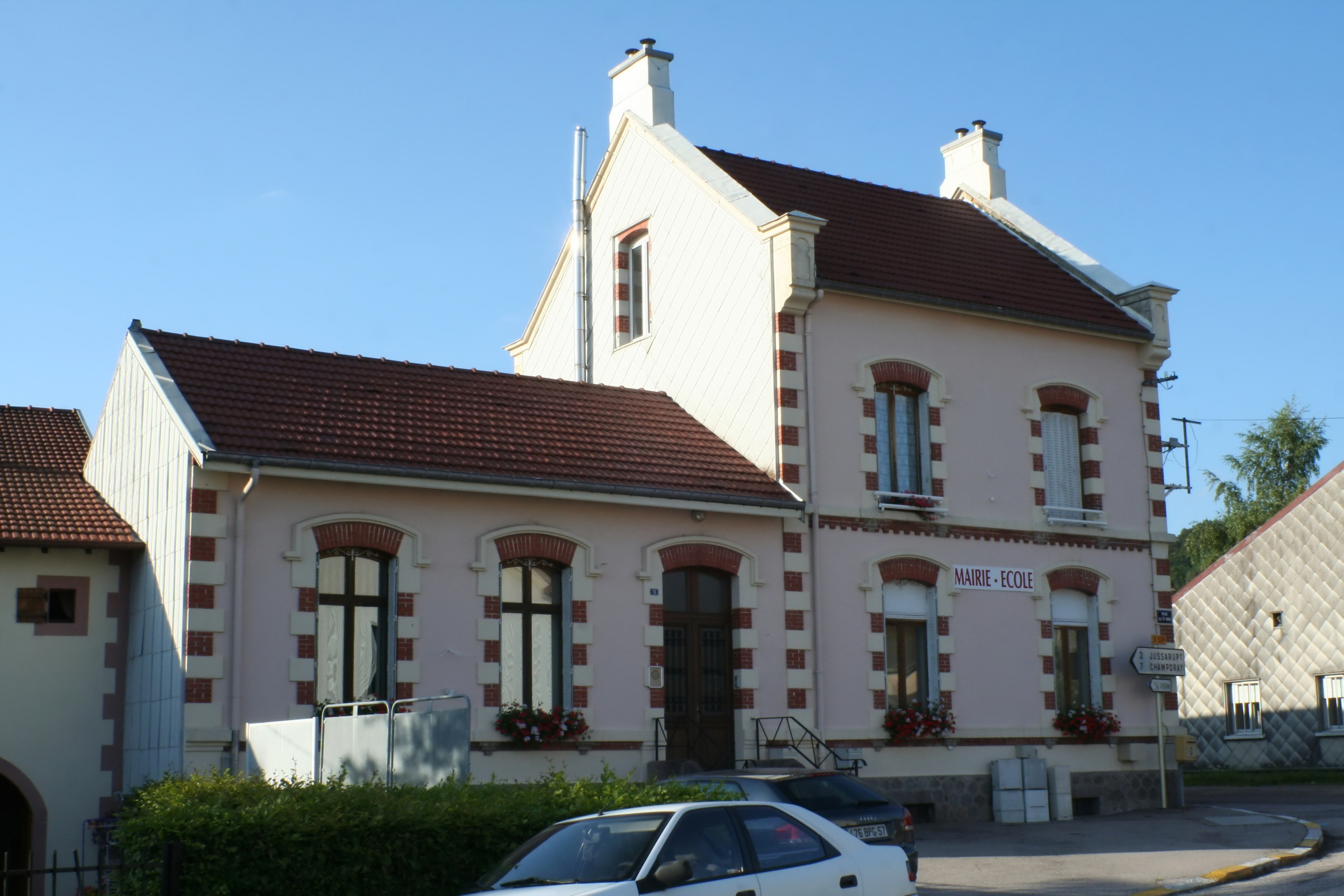
Mairie-École d'Aumontzey.

En 2022, le budget de la commune était constitué ainsi :
- total des produits de fonctionnement : 3 122 000 €, soit 1 170 € par habitant ;
- total des charges de fonctionnement : 2 711 000 €, soit 1 016 € par habitant ;
- total des ressources d’investissement : 2 158 000 €, soit 808 € par habitant ;
- total des emplois d’investissement : 1 324 000 €, soit 496 € par habitant.
- endettement : 1 825 000 €, soit 684 € par habitant.

Avec les taux de fiscalité suivants :
- taxe d’habitation : 23,40 % ;
- taxe foncière sur les propriétés bâties : 42,82 % ;
- taxe foncière sur les propriétés non bâties : 32,95 % ;
- taxe additionnelle à la taxe foncière sur les propriétés non bâties : 38,75 % ;
- cotisation foncière des entreprises : 18,03 %.

Chiffres clés Revenus et pauvreté des ménages en 2021 : Médiane en 2021 du revenu disponible, par unité de consommation : 20 740 €.

## Urbanisme

### Typologie
Au 1er janvier 2024, Granges-Aumontzey est catégorisée bourg rural, selon la nouvelle grille communale de densité à sept niveaux définie par l'Insee en 2022. Elle appartient à l'unité urbaine de Granges-Aumontzey, une unité urbaine monocommunale constituant une ville isolée,. Par ailleurs la commune fait partie de l'aire d'attraction de Gérardmer, dont elle est une commune de la couronne,. Cette aire, qui regroupe 13 communes, est catégorisée dans les aires de moins de 50 000 habitants,.

## Intercommunalité
Depuis le 1er janvier 2021, en application de la loi NOTRe (Loi portant nouvelle organisation territoriale de la République), cette « commune nouvelle » fait maintenant partie de la nouvelle Communauté de communes Gérardmer Hautes Vosges regroupant 8 communes :
- Communauté de communes de Gérardmer-Monts et Vallées,
- Communauté de communes Terre de Granite; à l’exception de la commune de Saint-Amé (CCTG),
- Communauté de communes de la Haute Moselotte.

| Nom                         | Code Insee | Intercommunalité                 | Superficie (km2) | Population (dernière pop. légale) | Densité (hab./km2) |
| --------------------------- | ---------- | -------------------------------- | ---------------- | --------------------------------- | ------------------ |
| Granges-sur-Vologne (siège) | 88218      | CC de Gérardmer-Monts et Vallées | 29,64            | 2 251 (2013)                      | 76                 |
| Aumontzey                   | 88018      | CC Bruyères - Vallons des Vosges | 3,37             | 481 (2013)                        | 143                |

## Population et société

### Démographie

#### Évolution démographique
L'évolution du nombre d'habitants est connue à travers les recensements de la population effectués dans la commune depuis sa création.

En 2022, la commune comptait 2 560 habitants, en évolution de −5,19 % par rapport à 2016 (Vosges : −2,96 %, France hors Mayotte : +2,11 %).
| 2018  | 2022  |
| ----- | ----- |
| 2 630 | 2 560 |

Au moment de la fusion des deux communes, la population de la commune nouvelle s’élevait à 2 813 habitants.

### Enseignement
- Établissements d'enseignements[30] :
  - Écoles maternelles et primaires,
  - Collège,
  - Lycées à Bruyères et Gérardmer.

### Santé
Professionnels de santé et établissements de santé :
- Médecins à Granges-Aumontzey, Laveline-devant-Bruyères[31].
- Pharmacies à Granges-sur-Vologne, Bruyères, Le Tholy, Gérardmer[32].
- Hôpitaux à Bruyères, Gerbépal, Gérardmer, Fraize[33].

### Cultes
- Culte catholique, Paroisse Notre-Dame-de-la-Corbeline, Diocèse de Saint-Dié[34].

## Économie

### Entreprises et commerces

#### Agriculture
- Activité agricole[35]. Une enquête thématique régionale (architecture rurale des Hautes-Vosges) a été réalisée sur les deux anciennes communes par le service régional de l'inventaire[36],[37],[38].

Culture de céréales (à l'exception du riz), de légumineuses et de graines oléagineuses.
Élevage de vaches laitières.
Élevage de chevaux et d'autres équidés.
Élevage d'ovins et de caprins.
Élevage d'autres bovins et de buffles
Sylviculture et autres activités forestières.
Reproduction de plantes.
Culture de fruits à pépins et à noyau

#### Tourisme
- Bars et restaurants[39].
- Campings.

#### Commerces
- Commerces et services de proximité à Granges-Aumontzey : boulangerie, boucherie, coiffeur.
- La filature et tissage d’Aumontzey[40].
- Les scieries et les anciens sagards des Vosges : bûcherons, schlitteurs, voituriers et voileurs : Berchigranges (Commune de Granges-sur-Vologne)[41].

## Lieux et monuments

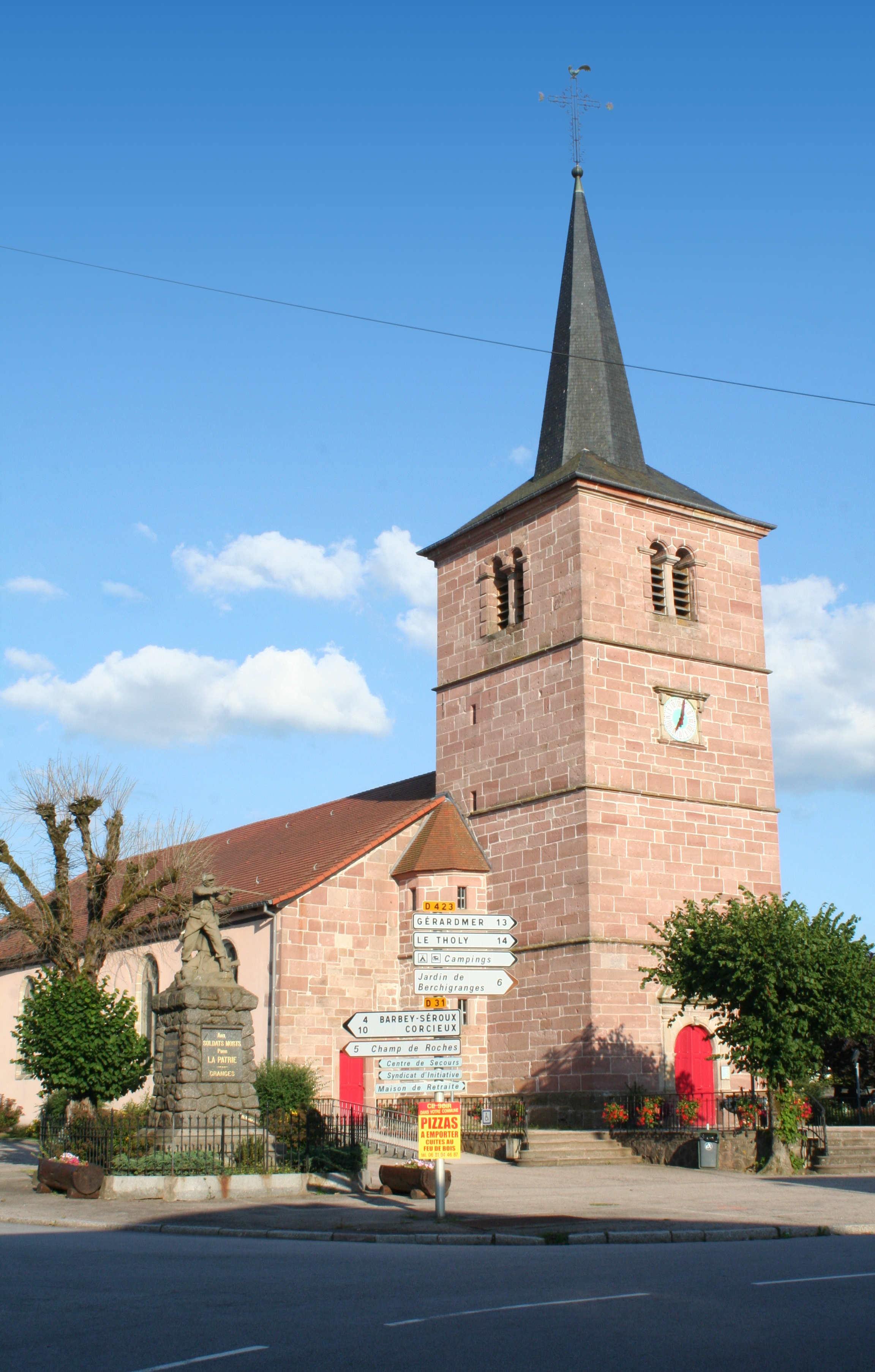
Monument aux morts et église de Granges-sur-Vologne.
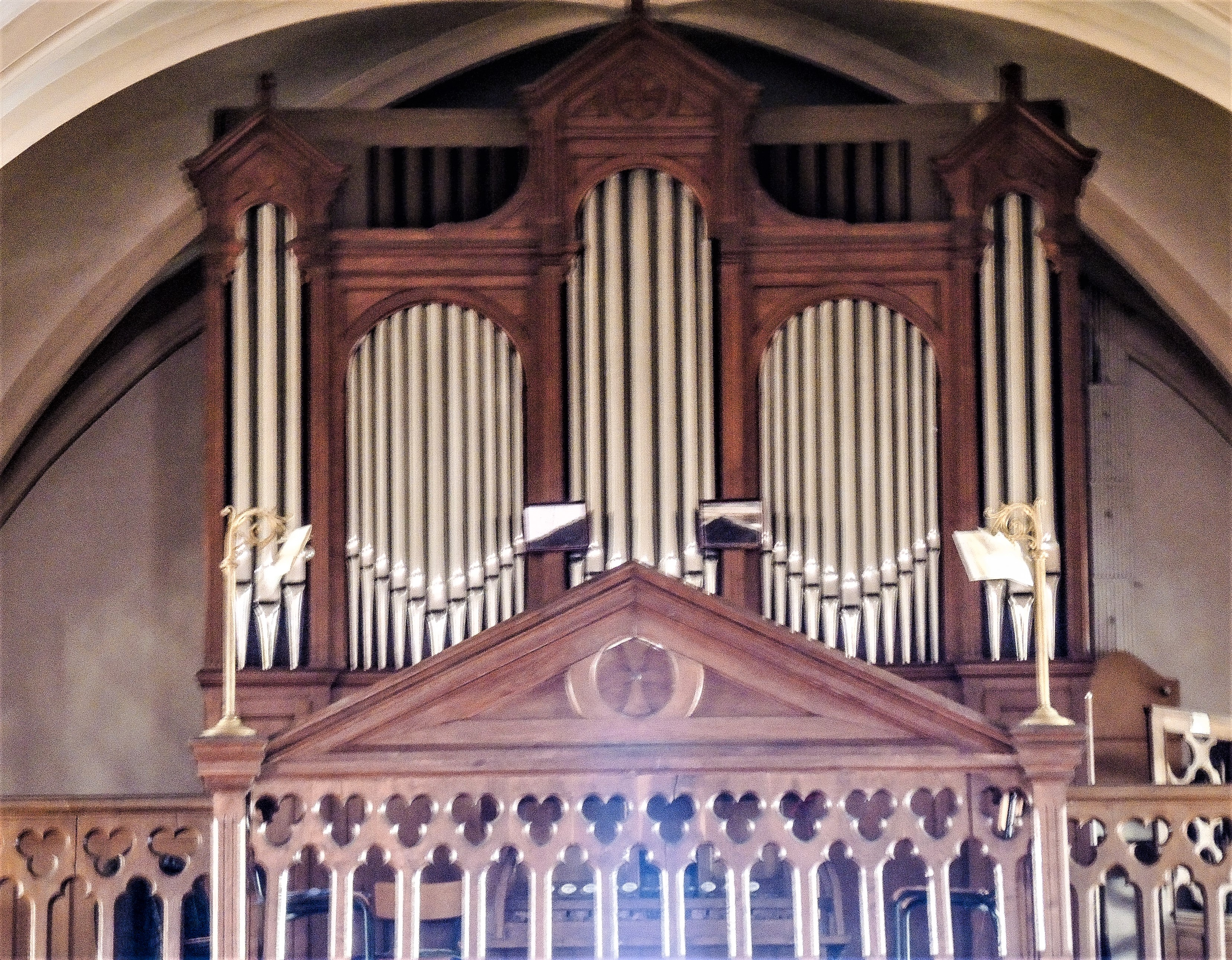
Orgue de Théodore Jacquot de l'église de Granges-sur-Vologne.
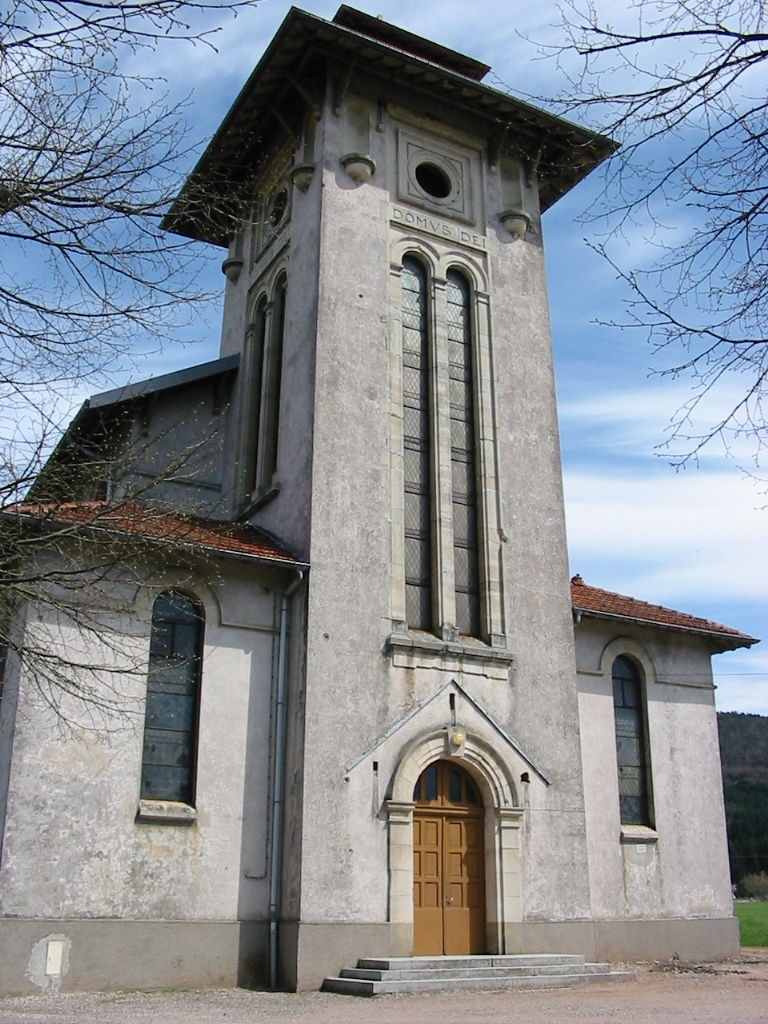
L'église Notre-Dame-du-Saint-Rosaire Aumontzey.
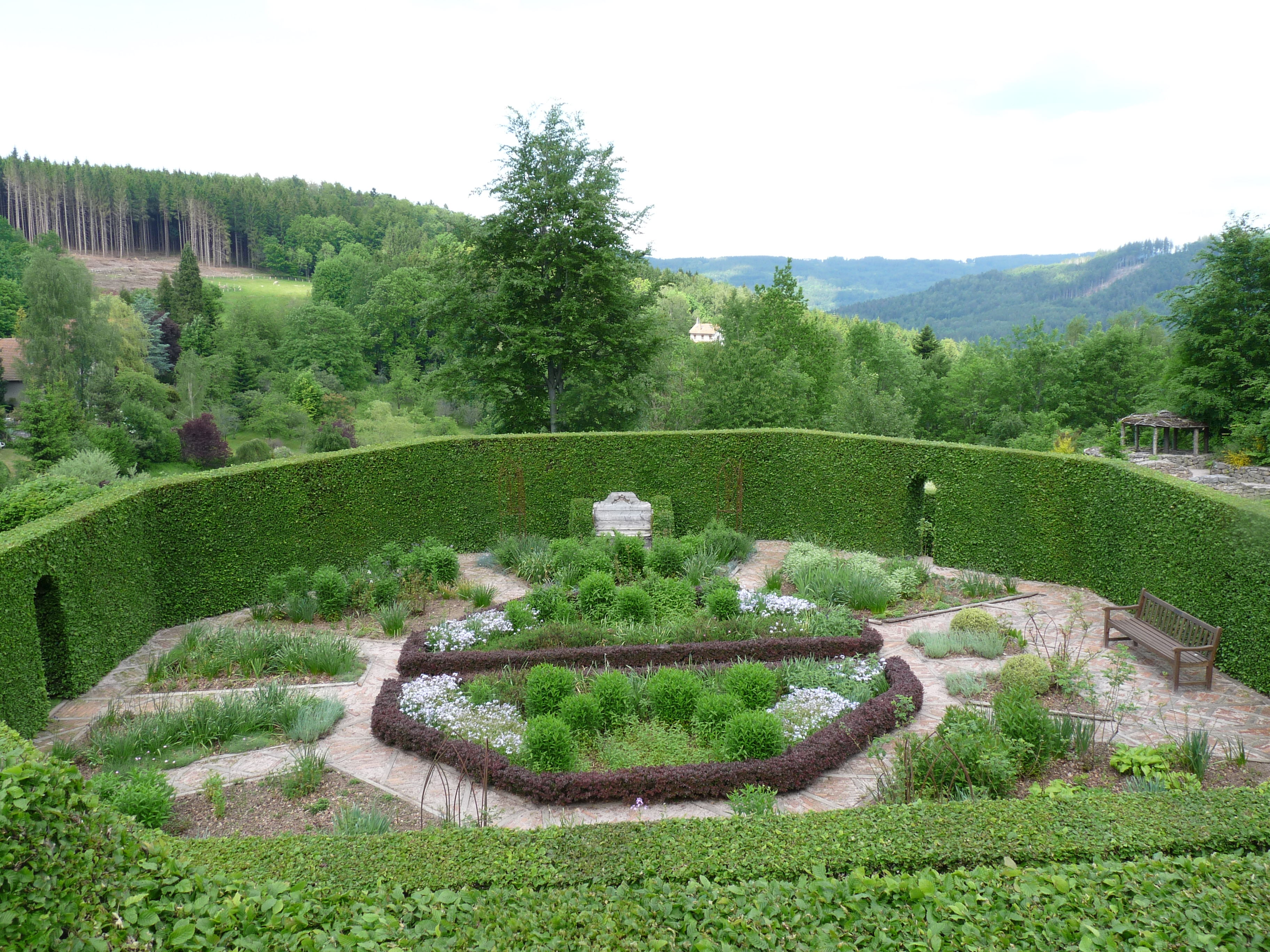
Jardin de Berchigranges.

### Ancienne commune deGranges-sur-Vologne
- Site de la vallée de la Vologne, protégé depuis le 8 décembre 1910[42].
- Église Saint-Georges bâtie au XVe siècle[43]. La tour date de 1662.

Vitraux.
Orgue construit en tribune par Théodore Jacquot en 1926.
- Monuments commémoratifs[46],

autel, bas-reliefs et tableau.
- Jardin de Berchigranges, d'initiative privée.
- Foire à la cholande ou chalande[48], sorte de pain biscuit fourré au lard.
- Kiosque à musique[49].

### Ancienne commune deAumontzey
- Église Notre-Dame-du-Saint-Rosaire[50].

La chapelle d'Aumontzey, à l'architecture de temple oriental voulue par les patrons de l'usine voisine.
- Monument aux morts[51].

## Personnalités liées à la commune
Personnalités liées à l'ancienne commune de Aumontzey :
- René Morel, né et mort à Granges-sur-Vologne (1908-1974), général de division, Grand officier de la Légion d'honneur, Compagnon de la Libération[52],[53].
- Étienne Seitz, né en 1811. C’est en 1856, que le quinquaïeul de Dominique Walter, chanteur et humoriste vosgien[54], fonde à Granges-sur-Vologne la filature et le tissage de Namur. En 1860, il crée à Aumontzey une filature. En 1884, à la suite du décès d’Étienne Seitz, son gendre Didier Walter (1826-1897)[55] et son épouse héritent de l’entreprise familiale et la rebaptisent « D. Walter-Seitz et Cie». À partir de 1989, l’entreprise Walter-Seitz et son site industriel intègrent la Société des Textiles de Granges sur Vologne (T.G.V.).
- Georges Baumont, professeur de lettres, bibliothécaire, historien[56].
- Nicolas Gergel, ecclésiastique[57].
- Yvan Homel, résistant, maire d'Aumontzey de 1965 à 1995
- Les différents protagonistes de l'affaire Grégory, notamment Jean-Marie Villemin et Bernard Laroche ainsi que leurs familles, habitent ou ont habité Aumontzey.

## Héraldique, logotype et devise
| Blason | Blasonnement : De gueules à la fasce ondée abaissée d'or accompagnée en chef d'une roue de moulin du même ; enté en pointe d'argent à la croix de gueules ; à la bordure d'argent chargée de huit roses de gueules brochant sur le tout. Commentaires : Blason composé à la suite de la fusion des deux communes. La roue de moulin est reprise du blason qu'utilisait Granges sur Vologne. La face ondée est la Vologne. La croix de gueules est l'écu que porte saint Georges, partron de l'église de Granges. La bordure chargée de roses symbolise la guirlande du Rosaire pour évoquer la chapelle du Rosaire d'Aumontzey. Armoiries composées par P. Olivier et adoptées par la commune au printemps 2016. |